# 11268 Спаський
11268 Спаський (11268 Spassky) — астероїд головного поясу, відкритий 22 жовтня 1985 року.
Тіссеранів параметр щодо Юпітера — 3,485.